# سرگذشت‌نامه‌های ایسلندی

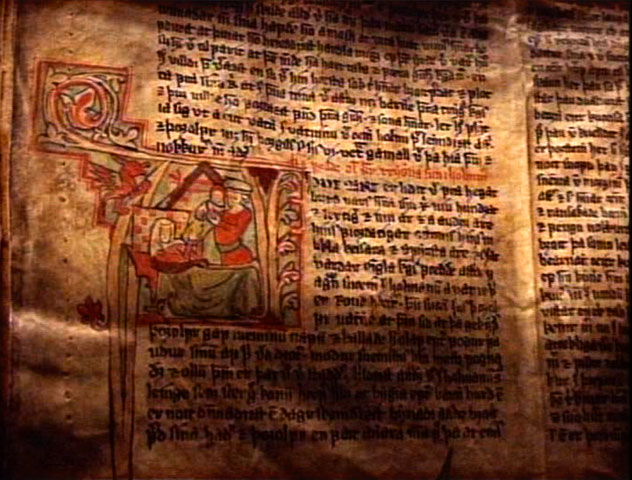
از دست‌نویس‌های سده سیزدهم به زبان ایسلندی.

سرگذشت‌نامه‌ها یا ساگاهای ایسلندی (به ایسلندی: Íslendingasögur) مجموعه‌ای به نثر از کتاب‌های تاریخی با محتوای مربوط به رویدادهای سده‌های دهم و یازدهم میلادی در ایسلند است.
سرگذشت‌نامه‌ها یکی از انواع مهم داستان‌سرایی مردم ایسلند است که ابتدا فقط شفاهی نقل می‌شد. سرگذشت‌نامه‌های ایسلندی در جریان سنت ادبی ایسلند در سده‌های سیزدهم و چهاردهم یا پیش از آن پدید آمدند. در آن زمان، گروه بی‌شماری از برزگران نروژ به این جزیره مهاجرت کردند. در آن‌جا، نقالان در جشن‌ها داستان‌هایی از زندگی و ماجراهای کشاورزان ژرمنی که در جوانی به دریانوردی هم اشتغال داشته‌اند می‌گفتند و از نروژ که میهن اولیه‌شان بود و همچنین افسانه‌های قهرمانی و ژرمنی حکایت می‌کردند. از سده سیزدهم به بعد، که این داستان‌ها به رشته تحریر درآمد، اصطلاح ساگا برای داستان‌های منثور علم شد.
تمرکز این متون بر تاریخ و به‌ویژه شجره‌نامه و سرگذشت خاندان‌ها است. این متون بازتاب‌دهنده کشمکش‌ها و نزاع‌هایی است که در جامعه نسل دوم و سوم مهاجران به جزیره ایسلند پیش آمد.
مؤلفان این سرگذشت‌نامه‌ها مشخص نیستند. یکی از این متون به نام «سرگذشت‌نامه اِگیل» به باور دانشوران توسط اسنوری استورلوسون نوشته شده که از نوادگان یکی از قهرمانان این داستان بود.
ناشر متن استاندارد نسخه امروزی این سرگذشت‌نامه‌ها «انجمن متن کهن ایسلندی» (Íslenzk fornrit) است.

## فهرست سرگذشت‌نامه
فهرست سرگذشت‌نامه‌های ایسلندی:
- سرگذشت آبجویی کلاه‌به‌سر Ölkofra saga
- سرگذشت اریک سرخ Eiríks saga rauða
- سرگذشت اگیل اسکالاگریمسون Egils saga Skalla-Grímssonar
- سرگذشت باردر ایزد اسنفل Bárðar saga Snæfellsáss
- سرگذشت برادران شیری Fóstbrœðra saga
- سرگذشت برنو-نیال Brennu-Njáls saga
- سرگذشت بیورن، قهرمان هیت‌دالیر Bjarnar saga Hítdœlakappa
- سرگذشت پسران دروپلاگ Droplaugarsona saga
- سرگذشت توریر زرین Gull-Þóris saga
- سرگذشت دره‌نشینان رودخانه آزادماهی Laxdæla saga
- سرگذشت دورستین سپید Þorsteins saga hvíta
- سرگذشت دورستین سیدو-هالس‌سونار Þorsteins saga Síðu-Hallssonar
- سرگذشت دوریر مرغ Hænsna-Þóris saga
- سرگذشت رف هشیار Króka-Refs saga
- سرگذشت فارونشینان Færeyinga saga
- سرگذشت فینبوگی رامی Finnboga saga ramma
- سرگذشت کشتار تیغستان Heiðarvíga saga
- سرگذشت کورماک Kormáks saga
- سرگذشت گرتیر Grettis saga
- سرگذشت گرینلندیان Grœnlendinga saga
- سرگذشت گلومر قاتل Víga-Glúms saga
- سرگذشت گونار، هالوی کلدوگنوپ Gunnars Saga Keldugnúpsfífls
- سرگذشت گونلاگر اژدرزبان Gunnlaugs saga ormstungu
- سرگذشت گیسلی سورسون Gísla saga Súrssonar
- سرگذشت اسقف لورنتیوس Laurentius Saga
- سرگذشت لیوتر ولیس Valla-Ljóts saga
- سرگذشت لیوس‌وتنینگار Ljósvetninga saga
- سرگذشت مردان فلوی Flóamanna saga
- سرگذشت مردم ایر Eyrbyggja saga
- سرگذشت مردم ریکیادالور Reykdœla saga ok Víga-Skútu
- سرگذشت مردم سوارفاداردال Svarfdœla saga
- سرگذشت مردم فلیوتس‌دالور Fljótsdæla saga
- سرگذشت مردم کیالارنس Kjalnesinga saga
- سرگذشت مردم واتنس‌دالور Vatnsdœla saga
- سرگذشت مردم وپنافیوردور Vápnfirðinga saga
- سرگذشت مشقات دورد Þórðar saga hreðu
- سرگذشت نیال Njáls saga
- سرگذشت هالفردر Hallfreðar saga
- سرگذشت هاوارد ایسافیورد Hávarðar saga Ísfirðings
- سرگذشت هرافنکل Hrafnkels saga
- سرگذشت هرانی حلقه‌دار Hrana saga hrings
- سرگذشت هم‌پیمانان Bandamanna saga
- سرگذشت هورد و اهالی هولم Harðar saga ok Hólmverja
- سرگذشت ویگلوند Víglundar saga